# Syzygium graveolens
Syzygium graveolens là một loài thực vật có hoa trong Họ Đào kim nương. Loài này được (F.M.Bailey) Craven & Biffin mô tả khoa học đầu tiên năm 2006.